# ジビッラ・エリーザベト・フォン・ヴュルテンベルク
ジビッラ・エリーザベト・フォン・ヴュルテンベルク（ドイツ語：Sibylla Elisabeth von Württemberg, 1584年4月10日 - 1606年1月20日）は、ヴェッティン家のヨハン・ゲオルク1世の妃。ヨハン・ゲオルク1世はジビッラ・エリーザベト死後ザクセン選帝侯となった。

## 生涯
ジビッラ・エリーザベトはヴュルテンベルク公フリードリヒ1世と、アンハルト侯ヨアヒム・エルンストの娘ジビッラの間の長女である。
ジビッラ・エリーザベトの父ヨアヒム・エルンストは、ハプスブルク家から独立のためプロテスタントの同盟者を探しており、ザクセン選帝侯家との婚姻を求めていた。最初は、ヨハン・ゲオルクの兄クリスティアン2世との結婚が計画されていたが、クリスティアンは1602年にデンマーク王女ヘートヴィヒと結婚した。同時に計画されていたジビッラ・エリーザベトの兄ヨハン・フリードリヒとヨハン・ゲオルクの妹ゾフィーとの結婚もザクセン側により実現しなかった。結局、1604年9月16日にドレスデンでヨハン・ゲオルクと結婚した。
ヴァイセンゼーの城と町はジビッラ・エリーザベトの寡婦産とされた。ジビッラ・エリーザベトとヨハン・ゲオルクの夫妻は自身の宮廷を与えられ、メルゼブルク司教領からの収入を得た。メルゼブルク司教領は後にザクセン選帝侯領となった。ジビッラ・エリーザベトは貧しい人々に無料で薬を配り、「国の真の母」と評された。しかし、ジビッラ・エリーザベトは最初の子の出産後21歳で死去し、フライベルク大聖堂に埋葬された。